# Cerotainia longimana
Cerotainia longimana là một loài ruồi trong họ Asilidae. Cerotainia longimana được Hermann miêu tả năm 1912. Loài này phân bố ở vùng Tân nhiệt đới.